# Buer
Buer är en före detta stad i Nordrhein-Westfalen, sedan 1928 förenad med Gelsenkirchen.
Buer var tidigare centrum för en omfattande stenkolsbrytning. Här finns flera kyrkor och högre skolor.